# دييغو غارسيا (لاعب كرة قدم أوروغواياني)
دييغو غارسيا (بالإسبانية: Diego García) هو لاعب كرة قدم أوروغواياني، ولد في 29 ديسمبر 1996 في سالتو في الأوروغواي. لعب مع جوفينتود.

## وصلات خارجية
- دييغو غارسيا على موقع قاعدة بيانات كرة القدم.إي يو (الإنجليزية)
- دييغو غارسيا على موقع Soccerway.com (الإنجليزية)